# Liste de groupes punk
Ceci est une liste non exhaustive de groupes de punk rock.

## 0-9
- 13e Section
- 2Fast4u
- 2 Stone 2 Skank
- 25 Ta Life
- 59 Times The Pain
- 7 Seconds
- 7 Year Bitch[1]
- 999[2]

## A
- Adam and the Ants[3]
- The Adicts[4]
- The Adolescents
- The Adverts
- AFI
- Against Me!
- Agathocles
- Agent Orange
- Aggressive Agricultor
- Agnostic Front
- Akuma
- Al Kapott
- Alexisonfire
- Alkaline Trio
- ALL
- GG Allin
- Alvin és a Mókusok
- Amen
- Anagram
- Angelic Upstarts
- Angelica
- The Angry Samoans
- Anti-Flag[5]
- Anti-Nowhere League
- Arab On Radar
- Tim Armstrong[6]
- Arseniq 33
- Die Ärzte[7]
- Ron Asheton[8]
- Aside
- Asphalt Jungle[9],[10],[11]
- Asta Kask
- At the Drive-In
- Attaque 77
- Attentat sonore
- The Au Pairs
- Authority Zero

## B
- Babes in Toyland[1]
- Bad Astronaut
- Bad Brains[12]
- Bad Religion[13]
- The Bags[14]
- Bald Vulture
- Banda Bassotti
- Banda Jachis
- La Banda Trapera del Río
- Banlieue rouge
- Barb Wire Dolls
- Stiv Bators[15]
- Be Your Own Pet[16]
- Bear vs. Shark
- Beastie Boys
- Beatsteaks[7]
- Belvedere
- Bernadette Soubirou et ses Apparitions
- Bérurier noir[17]
- Betontod
- Les Betteraves
- Jello Biafra[18]
- Big Black
- Big Boys
- Bigwig
- Bijou[10]
- Bikini Kill[1],[19]
- Billy Talent
- Bitch Magnet
- Black Bomb A
- Black Flag[12],[13],[20]
- The Black Tartan Clan
- Blackfire
- Blade Loki
- Blaggers ITA[21]
- Blink-182[22]
- Blondie[23]
- The Blood Brothers[24]
- The Blue Hearts
- Böhse Onkelz
- Boikot
- Bonaparte
- The Bones
- Adrian Borland[25]
- Boss Hog[26]
- The Bouncing Souls[27]
- Bowling for Soup
- Brassen's not Dead
- Bratmobile[1]
- La Brigada Flores Magon
- The Brigades[28]
- Brigitte Bop
- Broilers
- The Bronx[29]
- Bulldozer
- Bumper Stickers
- Burning Heads[9]
- The Business
- Butthole Surfers
- Buzzcocks[13],[17],[30]

## C
- Les Cadavres[9],[31]
- Camera Silens
- Capitaine Révolte
- Captain Everything!
- Los Carayos
- Carter USM
- The Casualties
- CCCP
- The Celibate Rifles
- Censurados
- Charge 69[9]
- Chelsea[32]
- Chixdiggit
- Choking Victim
- Christian Death
- Chumbawamba
- Circle Jerks
- Citizen Fish
- The Clash[12],[13],[17],[33],[34]
- Cock Sparrer
- Cockney Rejects
- Les Collabos
- Comeback Kid
- Condkoi
- Conflict
- Consumed
- Couch Flambeau
- Wayne County[3]
- The Cramps
- Darby Crash[35]
- Crass
- Crisis
- Cupofty

## D
- Dag Nasty
- The Damned[13],[17],[36],[37]
- Dance Hall Crashers
- The Dead Boys[15]
- (Life Is a) Dead End[9],[38]
- Dead Pop Club[9]
- Dead Kennedys[12],[13]
- Dead to Me
- Decibelios
- Descendents
- Devo
- Dezerter
- The Dickies[39]
- The Dictators
- The Dirtbombs
- Dirty Fonzy
- Discharge
- Discount
- Disrupt
- The Distillers[23]
- D.O.A.[17],[40]
- Dogs[9]
- The Donnas[23]
- Donots[7]
- The Dreadnoughts
- The Drones
- Dropkick Murphys
- DumDum Boys
- Dwarves

## E
- East Bay Ray[8]
- Easyway
- Eater[41]
- Edith Nylon[10]
- The Effigies
- The Enemy
- The Epoxies
- Eric Panic
- Eskorbuto
- The Ex
- The Exploited
- eXterio

## F
- Face to Face[42],[43]
- Fall Out Boy
- Los Fastidios
- Fe de Ratas
- Feeling B[7]
- Fightstar[44]
- Flipper
- Flitox
- Flogging Molly
- The Flowers of Romance
- Flying Donuts[9]
- Fonzie Time
- Fraction
- Lars Frederiksen[22]
- Lars Frederiksen and the Bastards
- Fugazi
- The F-Ups

## G
- Gang of Four[2]
- Les Garçons bouchers
- Gazoline[10]
- GBH
- Generation X[13]
- The Germs[13],[35]
- Greg Ginn[8]
- GISM
- The Gits[45]
- Gluecifer
- Gob
- God Is My Co-Pilot
- Gogol Bordello
- Gogol Premier[46]
- Goldfinger
- Good Charlotte
- Good Riddance
- Green Day[12],[43],[47],[48]
- Grimskunk
- Groovy Aardvark
- Guerilla Poubelle[9]
- Gufi
- Guitar Wolf
- The Gun Club
- Guttermouth
- Gwar

## H
- H2O
- Nina Hagen
- Haine Brigade
- Happy Drivers
- Hard-Ons
- Holy Holster[49]
- Hateful Monday
- Hawaiian6
- The Heartbreakers
- Hedley
- Heideroosjes
- Richard Hell
- The Hellfreaks
- Hey Monday
- His Hero Is Gone
- The Hives
- Hogwash
- Home Grown
- Hoodoo Gurus
- The Hop La !
- Hors Contrôle
- Hot Water Music
- Hubble Bubble[50]
- Hüsker Dü[13]

## I
- Idles[51]
- Inferno
- Inner Terrestrials
- The (International) Noise Conspiracy
- Itchy Poopzkid

## J
- J'aurais voulu…
- The Jam[52]
- Japanther
- Jawbreaker
- Jetsex
- Jeunesse apatride
- Jimmy Eat World
- Jingo De Lunch
- Steve Jones[8]

## K
- Kaka de Luxe
- Kamakazi
- Kargol's
- Die Kassierer
- Kidnap
- Kiemsa
- The Kids
- Killerpilze
- Kochise
- Komintern Sect
- Kortatu
- Krav Boca
- Wayne Kramer[8]
- KSU
- Kult
- Kunk

## L
- Lagwagon
- Latterman
- The Lawrence Arms
- Leatherface
- Leftöver Crack
- Less Than Jake
- Letters to Cleo
- Lifetime
- Liliput
- Lillix
- The Lime Spiders
- Link 80
- The Locos
- The Lookouts
- Lower Class Brats
- The Luchagors
- Lucrate Milk
- Ludwig von 88[9],[38]
- Lunachicks
- The Lurkers

## M
- Ian MacKaye[17]
- Mad Caddies
- Madina Lake[53]
- The Make-Up[54]
- Malfunkshun[55]
- Marie et les Garçons[10]
- Matrioska
- Le Maximum Kouette
- Maximum the Hormone
- Me First and the Gimme Gimmes
- Medef inna Babylone
- The Mekons
- Melt-Banana
- Melvins
- The Membranes
- Mest
- Métal urbain[10],[17]
- Middle Class
- Millencolin
- Minor Threat[13]
- Minutemen[13]
- Roger Miret and the Disasters
- Misfits[12]
- Miss Hélium
- Miyavi
- Molodoï
- Moravagine
- Mort aux pourris
- Los Muertos de Cristo
- The Muffs[23]
- MxPx

## N
- The Nation of Ulysses[54]
- Negazione
- Negu Gorriak
- Nemless
- Neurosis
- Nervous Chillin'
- New Found Glory
- Nightmare
- Nina Hagen Band[56]
- No Age[20]
- No Fun At All
- No Time to Lose
- No Trigger
- No Use for a Name
- NOFX[27],[57]
- Nomeansno
- Nostromo
- Nuclear Device

## O
- Oberkampf[11]
- Obrint Pas
- Odio a Botero
- The Offspring[48]
- Oi Polloi
- Les Olivensteins[9]
- Only Crime
- Operation Ivy
- Osker
- OTH[9]
- El Otro Yo
- The Outcasts

## P
- Paint It Black
- Pánico
- Pansy Division
- Papier tigre[58]
- Parabellum
- Parálisis Permanente
- Paramore
- Patti Smith Group[23]
- Paris Violence
- Le Pélican frisé
- Penelope
- Penetration
- Pennywise[43]
- Peste&Sida
- Peter and the Test Tube Babies[59]
- La Phaze
- Pichismo
- Pigalle
- Pistol Grip
- Les Pistolets Roses
- The Pleasure Fuckers
- The Pogues
- Poesie Zero
- Poison Idea
- Poison Ivy[8]
- The Police (débuts)[60]
- La Polla Records
- Iggy Pop
- Les Porte Mentaux
- Los Prisioneros
- Propagandhi
- Prozac+
- Pulley
- Pussy Riot[23]

## Q
- The Queers

## R
- The Rabble
- Radio Birdman
- The Raincoats[19]
- Raised Fist
- Johnny Ramone[8]
- Ramones[12],[13],[23],[61]
- Les Ramoneurs de menhirs
- Rancid[22],[48]
- Les Rats
- Reagan Youth
- The Real McKenzies
- Redd Kross[62]
- Reel Big Fish
- Red Alert
- Refused
- Reich Orgasm
- Relient K
- René Binamé
- Renegados
- The Replacements
- Reset
- The Rezillos
- Rise Against[43]
- Rocket from the Crypt
- The Runaways
- The Ruts
- Ryker's

## S
- The Sainte Catherines
- The Saints
- Les Sales Majestés[9]
- Samiam
- Serious Gap
- Satanic Surfers
- The Scientists
- Scratch Acid
- Screeching Weasel
- Scum
- Second Rate
- Les Secrétaires Volantes
- Seven Hate[9],[38]
- Sex Pistols[12],[13],[17],[23],[63],[64]
- Sexypop
- Sham 69
- Shelter
- Les Sheriff[9]
- Simple Plan
- Sin Dios
- Siniestro Total
- Siouxsie and the Banshees[3]
- Ska-P
- The Skids
- Skrewdriver
- Skruigners
- Slaughter and The Dogs[52]
- Sleater-Kinney[65],[66]
- The Slits[3]
- Sludgeworth
- Patti Smith[19]
- Smoke or Fire
- Social Distortion[12],[43]
- Sourire kabyle
- La Souris déglinguée
- Spliff
- Stalag
- Stance Punks
- Starshooter[9],[10]
- Steriogram
- Stiff Little Fingers
- Stinky Toys[10]
- The Stooges[12],[67]
- The Stranglers[68]
- Strike Anywhere
- Strung Out
- Stupeflip
- Les stups
- Poly Styrene[19],[52]
- Subb
- Subhumans (groupe anglais)
- Subhumans (groupe canadien)[40]
- Sublime[69]
- Subway Sect[17]
- Sugar Ray[47]
- Suicidal Tendencies
- The Suicide Machines
- Suicide
- Sum 41
- The Supersuckers
- Svinkels
- The Swellers

## T
- Tagada Jones[9],[70]
- Talco
- Talking Heads
- Tara Perdida
- Television
- Terror
- Terrorgruppe
- Thee Michelle Gun Elephant
- The Thermals[71]
- Thrice[43]
- Les Thugs[9]
- Johnny Thunders[8]
- Le Tigre
- Todos Tus Muertos
- Tom Robinson Band[17]
- Die Toten Hosen[7]
- Toxxic TV
- The Toy Dolls
- Transplants
- Tre allegri ragazzi morti
- Treble Charger
- Tri Bleiz Die
- Les Trois Accords
- Trotskids
- Tulaviok
- Turbonegro
- The Twisted Minds

## U
- UK Subs
- Uncommonmenfrommars[38]
- The Undertones
- Union Jack
- The Unseen
- Unwritten Law

## V
- The Vandals
- Vanilla Sky
- The Vibrators
- Les Vieilles Salopes
- Vitamin X
- The Voidoids
- Le Volume était au maximum
- Voodoo Glow Skulls
- Vulgaires Machins

## W
- Les Wampas[38]
- Warum Joe
- Washington Dead Cats
- Wayne County and the Electric Chairs
- WC3[11]
- The Weirdos
- The White Stripes
- A Wilhelm Scream
- Wipers
- Wire[2]
- Wizo
- Wunderbach

## X
- X[20]
- X!NK
- X-Ray Spex[23]
- XTC (débuts)[2]
- X-Wife

## Y
- Your Favorite Enemies
- Youth Brigade

## Z
- Zabriskie Point
- Ze6
- Zeke
- Zephyr 21
- Zéro de conduite
- Zero Down
- Zombina and The Skeletones
- ZSK

- Zebrahead